# Siegfried Stohr
Siegfried Stohr, italijanski dirkač Formule 1, * 10. oktober 1952, Rimini, Italija.
Siegfried Stohr je upokojeni italijanski dirkač Formule 1 z nemškimi koreninami. V Formuli 1 je sodeloval v sezoni 1981, ko se mu štirikrat ni uspelo uvrstiti na dirko, šestkrat je odstopil, ob tem pa je dosegel še dvanajsto, deveto in sedmo mesto na dirki za Veliko nagrado Nizozemske, ko je le za mesto zgrešil uvrstitev med dobitnike točk, a dosegel svojo najboljšo uvrstitev kariere. Po koncu sezone 1981 se je upokojil kot dirkač in ustanovil svojo dirkaško šolo.

## Popoln pregled rezultatov
(legenda) (odebeljene dirke pomenijo najboljši štartni položaj, poševne pa najhitrejši krog, †-uvrščen kljub odstopu)
| Leto | Moštvo             | Šasija    | Motor       | 1        | 2       | 3     | 4       | 5       | 6       | 7       | 8       | 9      | 10     | 11      | 12    | 13      | 14  | 15  | Prv | Toč |
| ---- | ------------------ | --------- | ----------- | -------- | ------- | ----- | ------- | ------- | ------- | ------- | ------- | ------ | ------ | ------- | ----- | ------- | --- | --- | --- | --- |
| 1981 | Arrows Racing Team | Arrows A3 | Cosworth V8 | ZZDA DNQ | BRA Ret | ARG 9 | SMR DNQ | BEL Ret | MON Ret | ŠPA Ret | FRA DNQ | VB Ret | NEM 12 | AVT Ret | NIZ 7 | ITA DNQ | KAN | LVE | -   | 0   |